# Hallenhaus

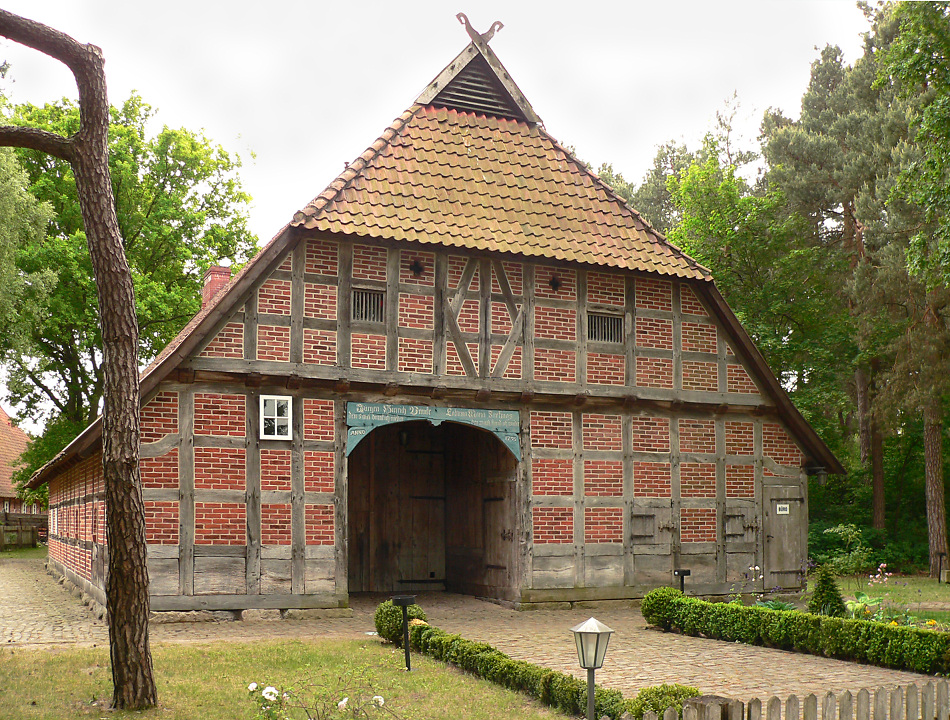
Hallenhaus Dat groode Hus von 1795 im Museumshof Winsen

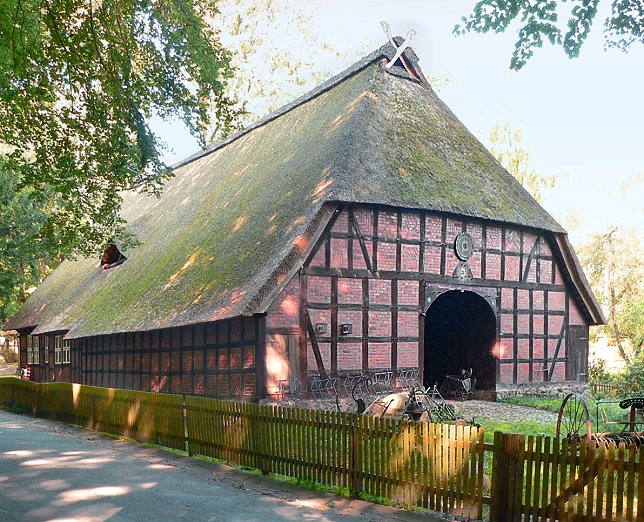
Heidemuseum Walsrode als reetgedecktes Hallenhaus mit Krüppelwalmdach und Pferdekopfverzierungen an der Giebelspitze

Das Hallenhaus, wegen seines regionalen Bezuges auch niederdeutsches Hallenhaus genannt, ist ein im 13. bis 15. Jahrhundert aufgekommenes Wohnstallhaus der bäuerlichen Bevölkerung in Fachwerkbauweise. In der früheren Forschung ist es als Niedersachsenhaus bezeichnet worden und ist volkstümlich unter diesem Begriff bekannt. Es ist ein Einhaus, bei dem Wohnung, Stallraum und Erntelager in einem großen Hauskörper zusammengefasst sind. Diese ländlich-bäuerliche Hausform war bis zu ihrem Niedergang im 19. Jahrhundert in der Norddeutschen Tiefebene vom Niederrhein bis nach Hinterpommern weit verbreitet. Heute noch prägen Hallenhäuser das Erscheinungsbild vieler Dörfer Norddeutschlands und des Niederrheins sowie Westfalens.

## Name
Das Hallenhaus wird auch als Fachhallenhaus bezeichnet. In der wissenschaftlichen Bezeichnung steht Fach nicht für das Fachwerk der Wände, sondern für das große Gefach zwischen zwei Holzständerpaaren der Deelendecke und Hausdach tragenden Holzinnenkonstruktion, Abstand etwa 2,5 m. Danach wurde auch die Hausgröße bemessen, die kleinsten hatten nur zwei Fache, die größten mit zehn Fachen erreichten eine Länge von etwa 25 m. Der Begriff Halle ergibt sich aus der großen Deele (Diele). Niederdeutsch beschreibt das Verbreitungsgebiet in der norddeutschen Tiefebene. Da fast alle Hallenhäuser in sogenannte Fache eingeteilt sind, ist der Zusatz „Fach“ verzichtbar.

### Alternative Benennungen
In der Vergangenheit waren noch andere Namen für dieses Haus üblich, abgeleitet aus der Bauweise oder der regionalen Verbreitung:
- Flett-Deelen-Haus (bezieht sich auf eine häufige Grundrissform des Hallenhauses)
- Kübbungshaus (Hallenhäuser in Zweiständer-Bauweise: namensgebend sind die als sogenannte Kübbungen ausgebildeten, nicht tragenden Seitenschiffe)
- Niedersachsenhaus
- Sächsisches Haus
- Altsächsisches Bauernhaus
- Altsächsisches Hufnerhaus
- Westfälisches Bauernhaus
- Westfalenhaus

„Niedersachsenhaus“ ist dabei wohl der am weitesten verbreitete und eingebürgerte Begriff, obwohl er im Sinne der Hausforschung nicht wissenschaftlich korrekt ist.

### Weitere Begriffe
Weil dieser Bauernhaustyp Wohnung, Stall und Erntelager unter einem Dach vereint, wird er außerdem als Einhaus bezeichnet, der zugehörige Bauernhof als Eindachhof. Besondere Eigenschaft des Hallenhauses ist seine Längsteilung, auch dreischiffige Gliederung genannt. Diese Einteilung unterscheidet es wesentlich von Einhäusern in den meisten anderen Gegenden Deutschlands und Europas, in denen traditionell quergeteilte Einhäuser wie das Ernhaus gebaut wurden, ganz abgesehen von Hofformen, die schon in der Grundform mehrere Gebäude mit unterschiedlicher Funktion umfassen.

## Entstehungsgeschichte

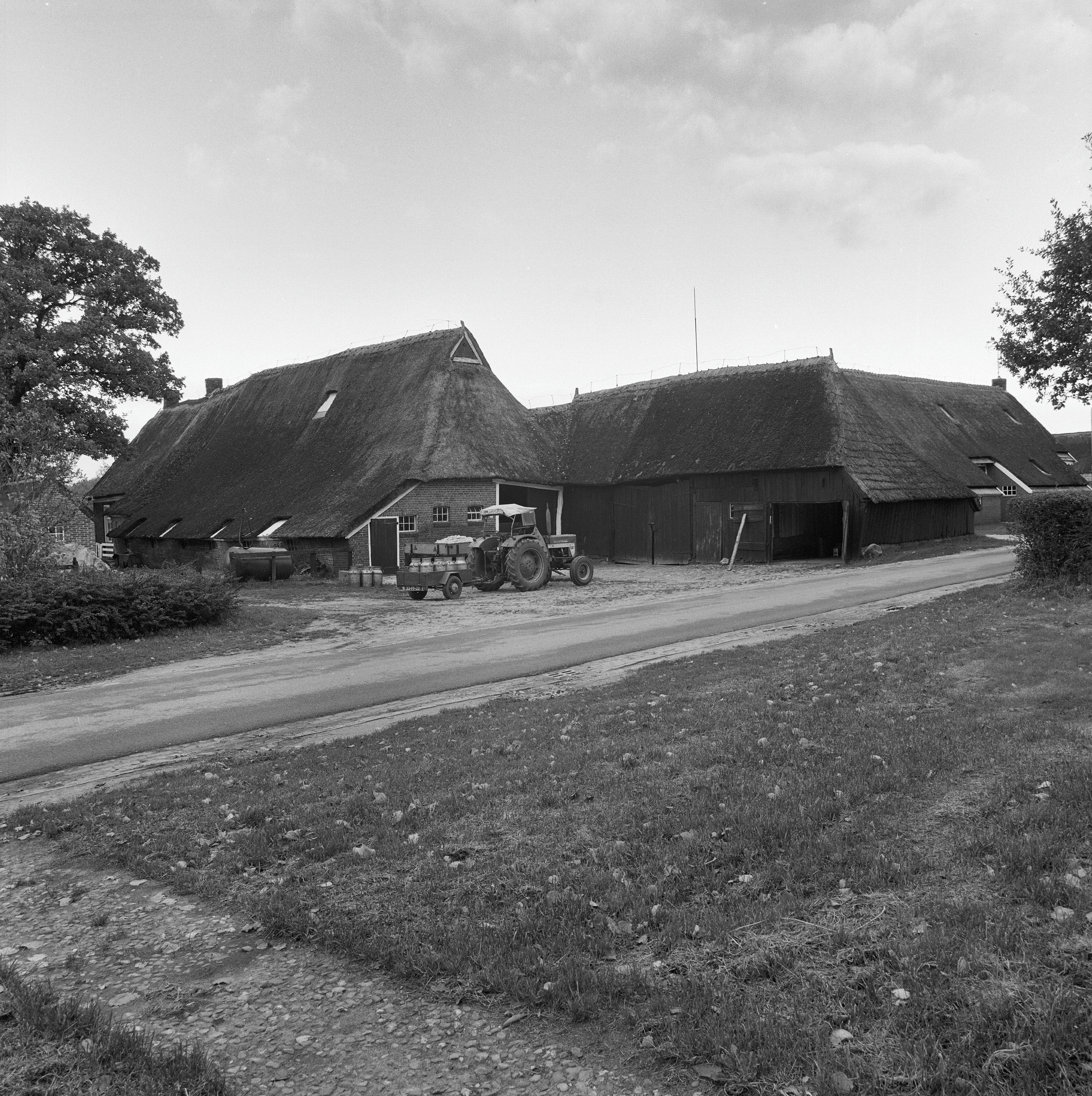
Hallenhaus in Anderen in den Niederlanden mit einem Holzgerüst von 1385

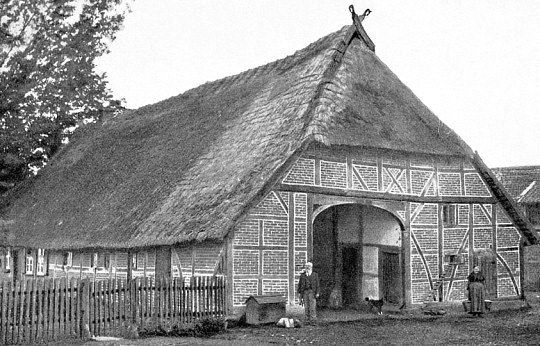
Historisches Foto (ca. 1895) eines reetgedeckten Hallenhauses in Ausbüttel bei Gifhorn, Baujahr: 1779

Das Hallenhaus tauchte erst im ausgehenden Mittelalter auf. Bei der Restaurierung eines Hallenhauses in Anderen östlich von Assen in der niederländischen Provinz Drenthe Anfang des 21. Jahrhunderts wurde festgestellt, dass das innere Holzgerüst bereits 1385 errichtet worden ist. Die Außenwände wurden im 18. und 19. Jahrhundert in Ziegel neu aufgeführt. Im Nachbarort Annen befand sich ein ähnliches Haus von 1408, das 2011 niederbrannte.
Die ältesten in Deutschland erhaltenen Häuser dieses Typs stammen aus dem späten 15. Jahrhundert (zum Beispiel in Schwinde, der Winsener Elbmarsch 1494/95). Regionale Unterschiede drücken die Anpassung an landschaftliche und klimatische Bedingungen aus. Daneben gab es soziale Abstufungen und zeitliche Entwicklungen. Anfangs bzw. in kleinen Varianten des Hauses noch recht lange war der Aufenthalt von Menschen und Vieh in den verschiedenen Bereichen eines großen Raumes. Schritt für Schritt wurden Wohnräume vom Landwirtschaftsbereich getrennt. Als erstes wurden Schlafkammern abgeteilt, für den Bauern und seine Familie am hinteren Ende des Hauses, für Knechte und Mägde über (Westfalen) oder neben (Niedersachsen, Holstein) den seitlich gelegenen Ställen. Auch zum Verkauf produziertes Leinen wurde in einer speziellen Kammer gelagert. Mit steigendem Bedarf nach Komfort und Repräsentation entstanden eine oder mehrere beheizbare Stuben. Schließlich wurde der Herd aus dem Flett am Ende der Diele in eine abgeschlossene Küche ausgelagert.

## Vorläufertypen
Das Hallenhaus ist bauähnlich zum jungsteinzeitlichen Langhaus, ohne dass sich eine direkte Entwicklung beweisen ließe. Das Langhaus tauchte erstmals in der bandkeramischen Kultur vor 7000 Jahren auf und wurde in den verschiedensten Regionen Europas archäologisch nachgewiesen, u. a. im Höhenzug der Ville westlich von Köln. Von den nachfolgenden Haustypen unterschied sich dieser durch seine mittlere Pfostenreihe unter dem Dachfirst. Er war also noch nicht dreischiffig, sondern vierschiffig. Zunächst wurde das Vieh über Nacht in Hürden (= Pferchen) verwahrt. Mit dem Übergang der Landwirtschaft zu Dauerfeldern wurde das Vieh mit ins Haus genommen, das dadurch zum Wohnstallhaus wurde.
Später wurde die mittlere Pfostenreihe weggelassen, was einen Wechsel vom Pfettendach zum Sparrendach bzw. Kehlbalkendach veranlasste. Diese dreischiffigen Langhäuser, oft dreischiffigen Wohnstallhäuser, des Vormittelalters waren in fast ganz Nordwesteuropa verbreitet. Ihre Dachkonstruktion ruhte nach wie vor auf in die Erde gegrabenen Pfosten und war daher nicht sehr dauerhaft und wenig tragfähig. Darum hatten diese Häuser zwar schon ein Sparrendach, aber noch keinen Dachboden zum Lagern der Ernte. Die Außenwände bestanden nur aus Flechtwerk.
Bei Häusern des Adels wurden schon in der Karolingerzeit die tragenden Holzstützen auf Fundamente aus Holz oder Stein gestellt. Diese Ständer genannten Stützen sind im Gegensatz zu Pfosten hoch belastbar und halten mehrere hundert Jahre. Für Bauernhäuser wurden in Norddeutschland erst ab dem 13. Jahrhundert Ständer verwandt. Damit konnten die Häuser auch einen belastbaren Dachboden bekommen. Im 15. und 16. Jahrhundert wurde die Technik des Fachwerkbaus weiter perfektioniert.

## Verbreitung

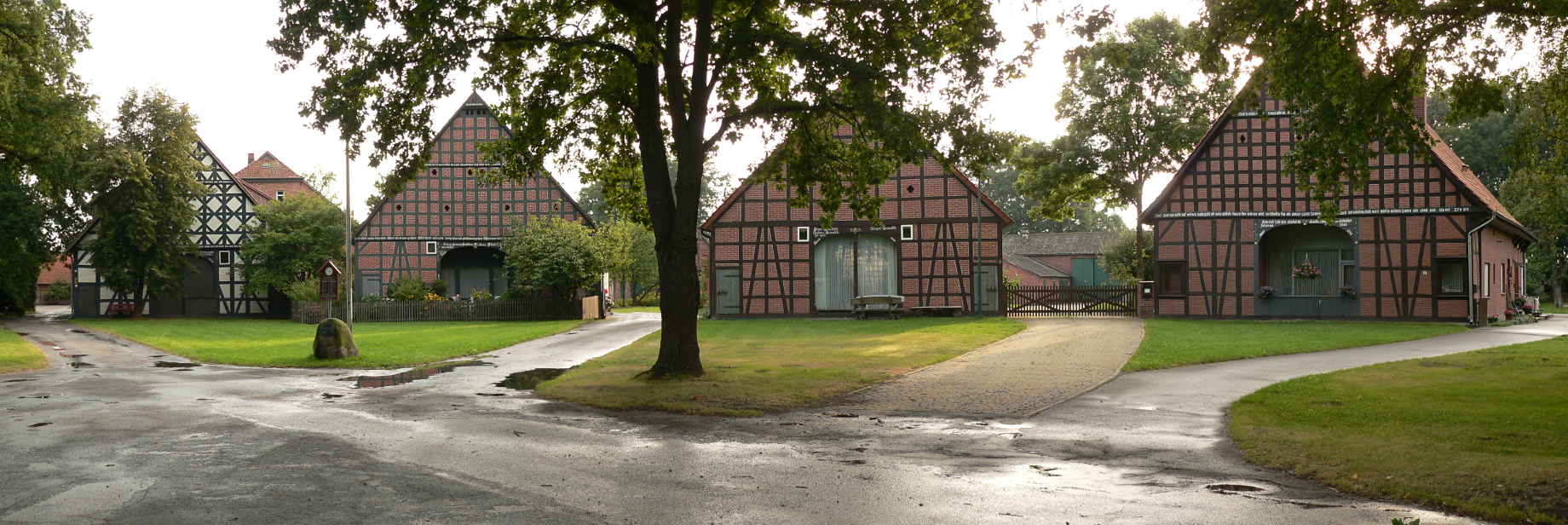
Rundlingsdörfer im Wendland bestehen aus kreisförmig angeordneten Hallenhäusern, hier in Schreyahn

Das Hallenhaus hat ein Verbreitungsgebiet, das sich auf fast 1000 km Länge erstreckt und grob dem ursprünglichen niederdeutschen Sprachraum entspricht. Im Westen reicht es noch ein Stück in die Niederlande hinein, wobei die dort übliche geringere Höhe von Giebel und Dachboden weniger Lagerfläche bietet und so die zeitigere Entwicklung von der Selbstversorgung zur Marktorientierung widerspiegelt. Vom Niederrhein bis ins westliche Mecklenburg ist das Hallenhaus der dominierende Haustyp. Weiter östlich kommt es zwar bis an die Danziger Bucht vor, aber landschaftsprägend waren oder sind dort eher Gutshäuser und Landarbeiterunterkünfte. In Schleswig-Holstein findet man es im Wesentlichen südlich der Eider, der einstigen Grenze Dänemarks. Im nördlichen Sauerland und im Weserbergland gibt es weniger eine scharfe Grenze als eine zunehmende Abweichung vom Grundschema durch Verkleinerung der Grundfläche in abschüssigem Gelände. In Südniedersachsen reichen hessische Vierseithöfe bis weit ins niederdeutsche Sprachgebiet. In Ostniedersachsen ist die Verbreitung von Niedersachsenhäusern und Vierkanthöfen mosaikartig verschachtelt. In Sachsen-Anhalt gibt es in der Magdeburger Börde keine, in der Altmark nur wenige Hallenhäuser.
Das Haus ist vertreten in den Landschaften:
| - Rheinland - Westfalen - Nordhessen | - Niedersachsen - Holstein - Prignitz | - Altmark - Mecklenburg - Pommern |

Damit findet sich der Typ des Hallenhauses auch im ungefähren Siedlungsbereich des germanischen Stammes der Sachsen. Dies führte zum volkstümlichen Namen „Niedersachsenhaus“. Die Namensgebung fußt auf dem alt-sächsischen Kulturraum in Niederdeutschland.

### Regionale Ausprägungen

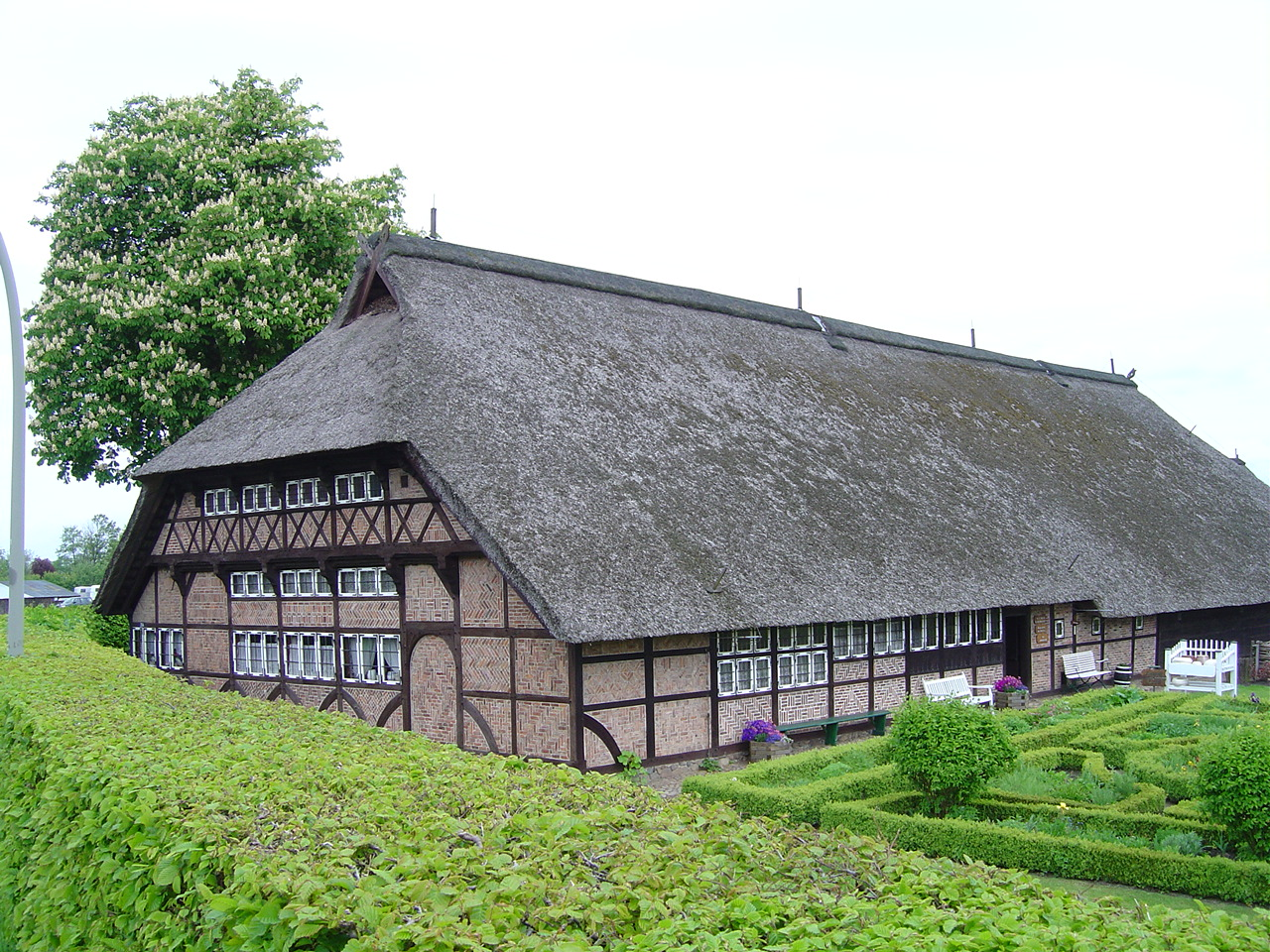
Rieckhaus von 1533 in Hamburg-Curslack

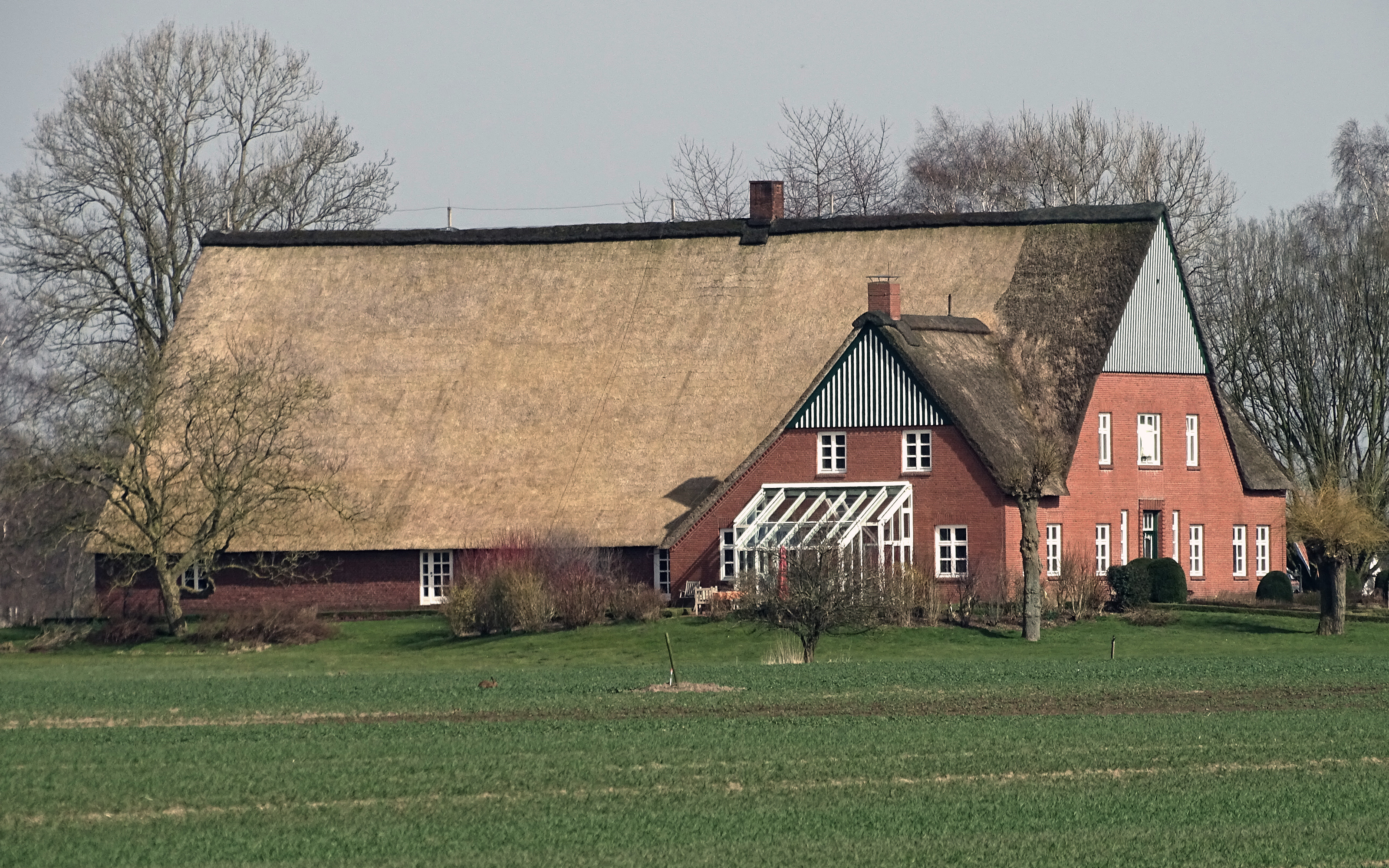
Kreuzhaus in Seestermühe (Kreis Pinneberg)

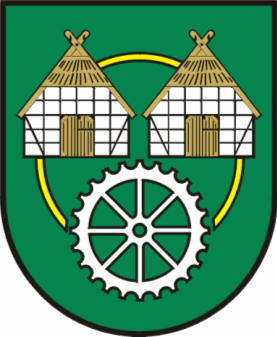
Zwei silberne Hallenhäuser im Wappen von Hambühren im Landkreis Celle

Innerhalb Norddeutschlands weisen Hallenhäuser zahlreiche regionale Ausformungen auf, wie beispielsweise in den Vier- und Marschlanden bei Hamburg und im Alten Land bei Stade. Dabei ist der straßenseitige Giebel steil in buntem Ziegelmauerwerk gebaut und kragt oft vor. Zusätzlich verzierte man seit den Gründerjahren ab 1871 die Häuserfassaden mit Formenschmuck aus dem Klassizismus und der Renaissance. Giebelbau und -schmuck sind auf die Nähe zum städtischen Hamburg zurückzuführen.
In den rechtselbischen Marschen der Unterelbe findet man sogenannte Kreuzhäuser. Durch den Anbau von zwei Seitentrakten, die quer zur Hauptrichtung des Hauses liegen, entsteht ein t-förmiger Grundriss. Die Linien der Firste bilden von oben gesehen ein Kreuz.
Eine weitere besonders eindrucksvolle regionale Ausformung des Hallenhauses findet sich im Artland bei Osnabrück.
Eine Sonderform des Hallenhauses ist das in der Regel mit massiven Umfassungsmauern errichtete Bauhaus, das sich seit dem ausgehenden Mittelalter vorwiegend auf den Vorburgen westfälischer Wasserschlösser findet.

### Benachbarte Bauernhaustypen
Südlich angrenzend gibt es außer Mehrseithöfen den historischen Typ des Ernhauses, auch als mitteldeutsches oder fränkisches Haus bezeichnet. Nördlicher Nachbar des Hallenhauses im unmittelbaren Nordseeküstenraum war das Gulfhaus (auch Ostfriesenhaus), das in den Marschgebieten und später auch im Bereich der Geest von Westflandern, Friesland bis nach Schleswig-Holstein (dort als Haubarg) verbreitet ist. Es hatte im 16. Jahrhundert das Altfriesische Bauernhaus abgelöst. Weiterer nördlicher Nachbar im Schleswiger Raum ist das Geesthardenhaus, das zudem in ganz Jütland vorkommt und daher auch kimbrisches Haus genannt wird. Giebelständige Wohndeelenhäuser sind dem nördlichen Niedersachsen zuzuordnen, traufenständige Wohndeelenhäuser dem südlichen Niedersachsen.

## Aufbau

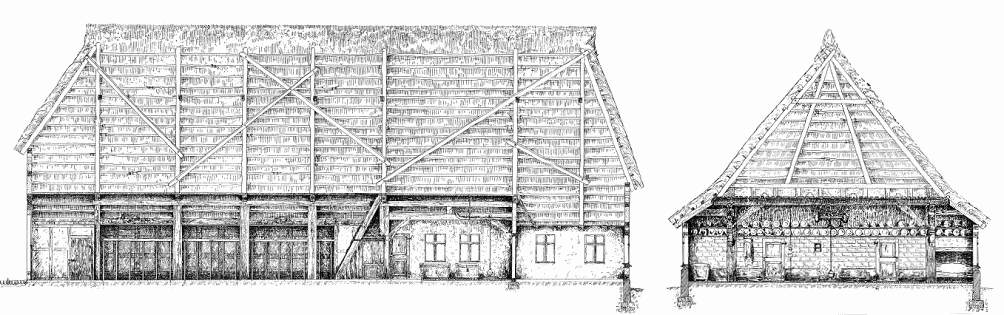
Hallenhaus in Zeven-Brüttendorf 1905;
Gebäudelänge: 27 m, Breite: 13 m, Höhe: 12 m
-Längsschnitt durch die Diele: links Stall-, rechts Wohnbereich,
-Querschnitt in Höhe des „Flett“, der offenen Küche

Äußerliche Erkennungszeichen des Hallenhauses sind das große Einfahrtstor an der Giebelseite, die Fachwerkbauweise und das weit heruntergezogene, großflächige Dach. Ursprünglich war es reetgedeckt und daher stehen die letzten Vertreter mit dieser Dacheindeckung heute gewöhnlich unter Denkmalschutz.
Das wesentlichste, aber von außen nicht erkennbare bauliche Merkmal des Haustyps ist die Holz-Innenkonstruktion in Ständerbauweise. Dies ist der tragende Teil des gesamten Gebäudes. Dabei wurde anfänglich mit dem sehr beständigen Eichenholz, ab dem 18. Jahrhundert auch mit geringerwertigem Kiefernholz gezimmert. Zum Schutz vor Nässe ruht der Holzaufbau auf einem etwa 50 cm hohen Steinfundament, oft aus Feldsteinen. Die nichttragenden Außenwände des Gebäudes sind in Fachwerk ausgeführt, wobei dessen Zwischenräume (Gefache) ursprünglich mit einem Weidengeflecht sowie Lehmbewurf und später mit Mauerwerk ausgefüllt wurden.
In feuchten Moor- und Marschgebieten wurde bei manchen Häusern die Wetterseite mit einer Ziegelmauer verblendet. In Westfalen gibt es neben der üblichen Fachwerkbauweise auch Hallenhäuser (meist vom Vierständertyp, siehe unten), deren Außenwände aus Bruchstein ausgeführt sind.
Grundsätzlich unterscheidet man zwischen dem Zwei- und dem Vierständerhaus. Als Übergangsform gibt es noch das Dreiständerhaus.
|  |

### Zweiständerhaus

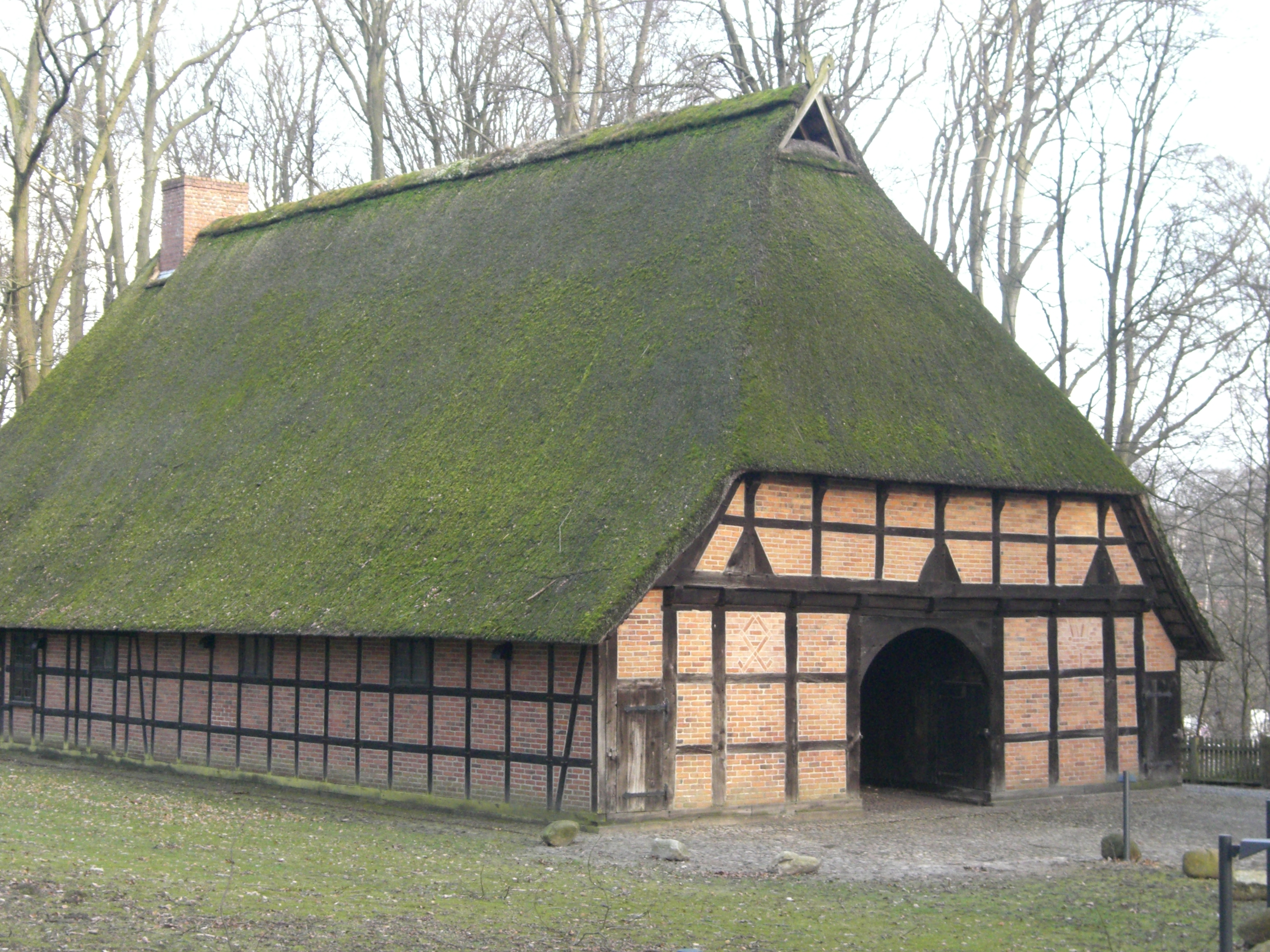
Zweiständerhaus,
von 1642,
„Hof der Heidmark“,
ehemals der „Bookholts Hof“ aus der Osterheide

Ursprünglich hatte das Hallenhaus die Ausprägung als Zweiständerhaus. Dabei sind zwei Ständerreihen aufgestellt, auf denen Deckenbalken ruhen. Die Ständerreihen sind der Länge nach im Haus angeordnet und bilden die für den Haustyp charakteristische Diele. Das Zweiständerhaus besitzt an den Seiten flachere, durch Auflanger und Aufschieblinge (Aufschieber) gebildete Dachteile, unter denen die Hiehle (auch Hille) liegt. Diese seitlichen Raumerweiterungen (auch Kübbung, Niederlass, Zuspang oder Abseite) mit nicht-tragenden Seitenwänden enthielten vor allem die Ställe, sie gaben diesem Haustyp den Namen Kübbungshaus. Damit wird auch der Dachboden nicht von den Außenwänden getragen, sondern nur von zwei Reihen von Ständern, die Teil der Deelenwände sind.

### Dreiständerhaus

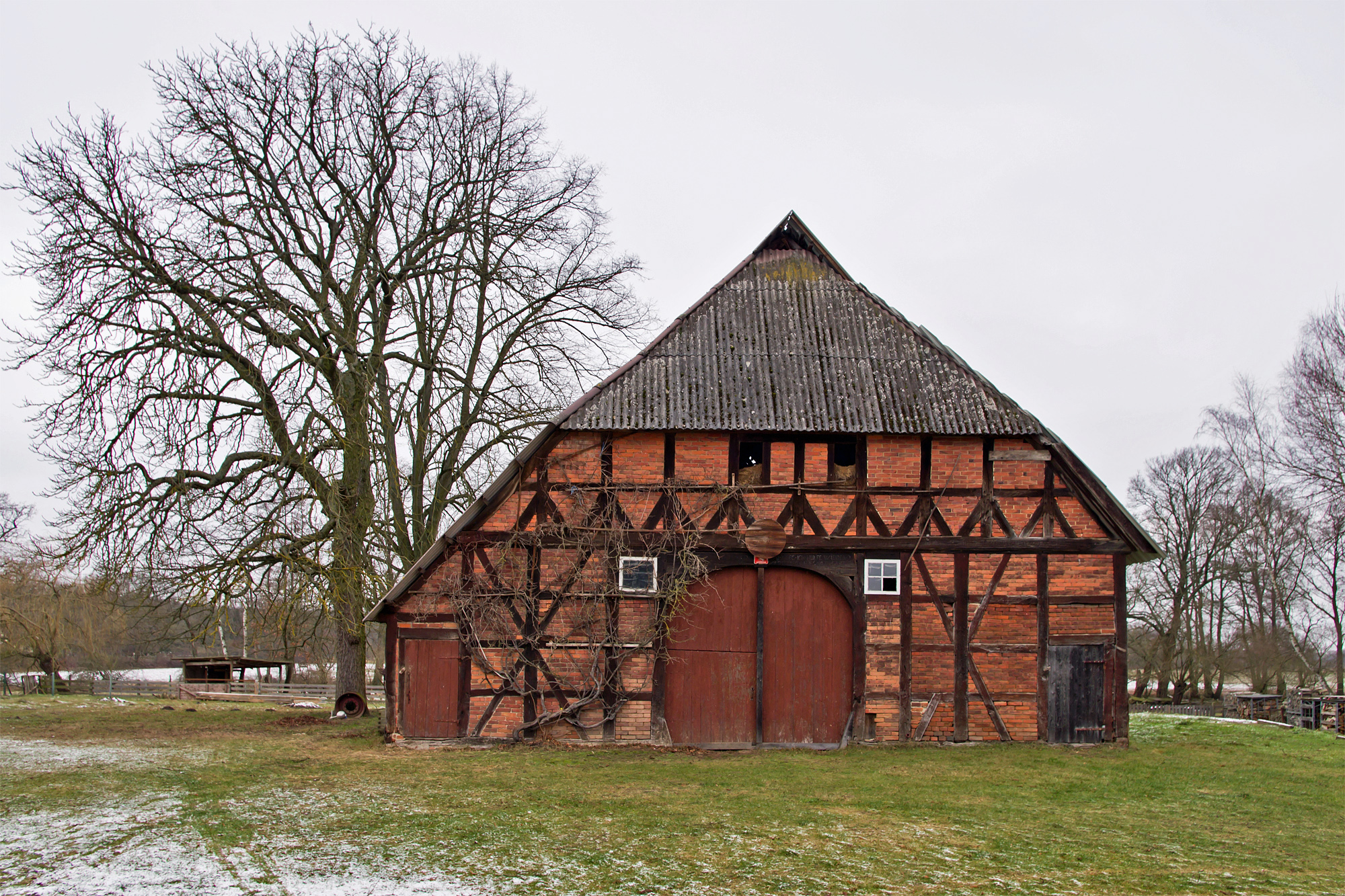
Dreiständer-Hallenhaus,
1768, in Streetz
bei Dannenberg (Elbe)

Daneben gibt es noch das Dreiständerhaus. Dies ist eine asymmetrische Abweichung vom Zwei- und Vierständerhaus, bei der sich der Dachfirst fast oberhalb einer der Deelenwände befindet. Auf dieser Seite befindet sich die Dachtraufe oftmals in Höhe der Dielendecke wie beim Vierständerhaus, auf der anderen ist der untere Teil der Dachsparren angehängt wie beim Zweiständerhaus. Manchmal ist der untere Teil des Daches beidseits angehängt.

### Vierständerhaus

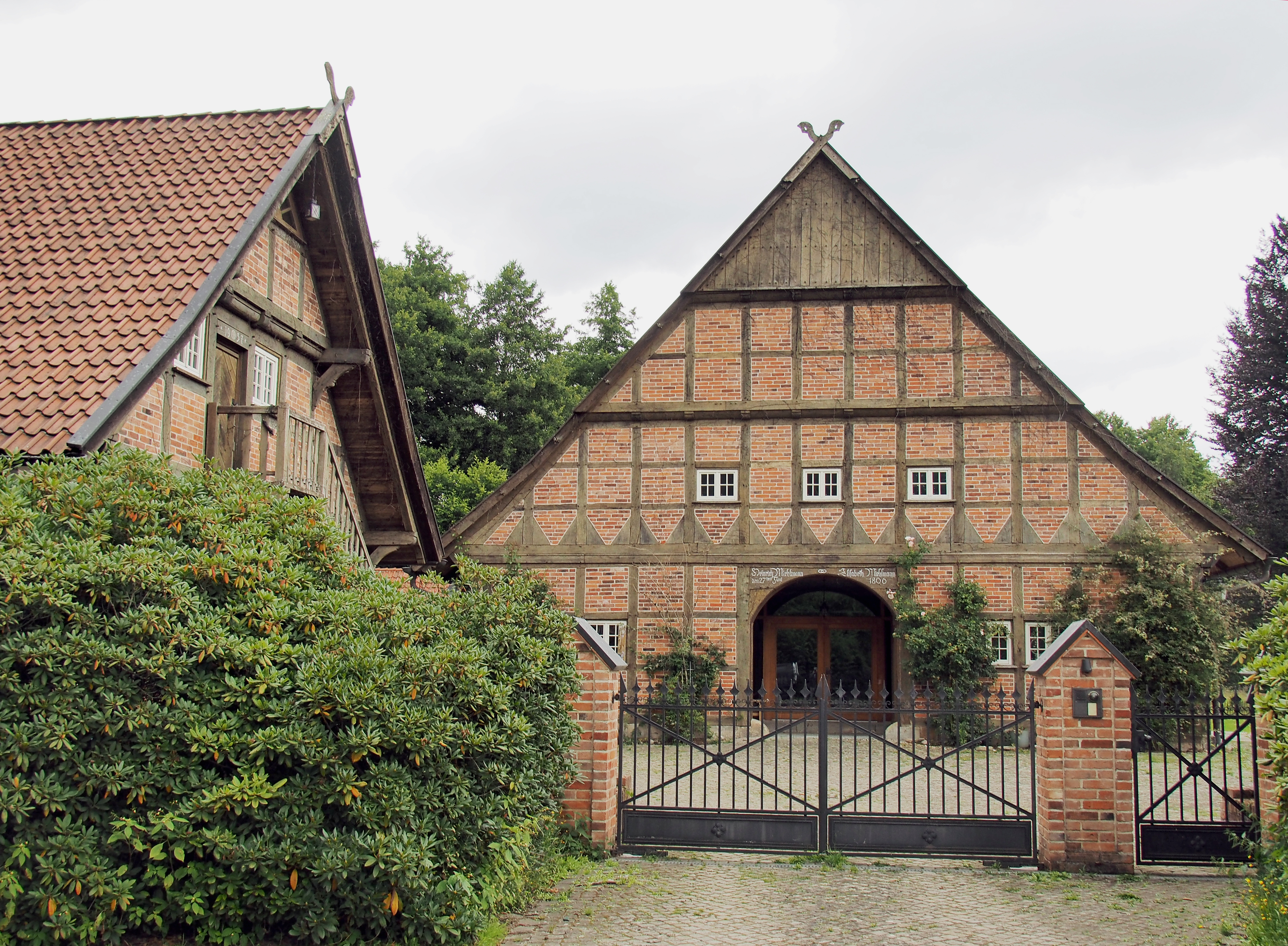
Vierständerhaus,
1806,
Forsthaus in Niedersachsen

Die Bauweise des Vierständerhauses stellte eine komfortablere Weiterentwicklung des Zweiständerhauses dar und wurde von wohlhabenderen Bauern errichtet. Die Konstruktion beruht auf vier Ständerreihen in Längsrichtung, von denen zwei Teil der Deelenwände sind, zwei Teil der Außenwände. So haben die Außenwände als Stützwände tragende Funktion. Bei den Häusern wohlhabender Bauern besteht auch eine deutlichere Trennung zwischen Wohnräumen und Stallungen.

### Durchgangshaus
Neben dem normalen Grundriss gab es auch Häuser mit Dielen, die an beiden Giebelwänden ein großes Tor zum Durchfahren hatten. In solchen Durchfahrtshäusern waren zwangsläufig die Nebenräume anders verteilt. Auch der Herd befand sich nicht an der sonst üblichen Stelle. Besonders oft ist diese Abwandlung des Hallenhauses in Holstein und Mecklenburg-Vorpommern zu finden, vereinzelt auch in Westfalen.

### Dachformen
In Westfalen haben fast alle Häuser ein Satteldach. Im Sauerland, in Teilen Niedersachsens und in Holstein gibt es daneben, in Mecklenburg fast nur Hallenhäuser mit Krüppelwalmdach. Ein „reines“ Walmdach ist selten.

### Giebelformen
Aus der ursprünglichen Lokalisation des Wohnens in einem Teil der Diele (Deele, Deel) erklärt sich die Position, in der das Hallenhaus präsentiert wird. Die Wohnräume befinden sich nicht, wie bei anderen Einhäusern, auf der Schauseite, sondern an der Rückseite. Beim Hallenhaus bildet im größten Teil des Verbreitungsgebietes die Giebelfront mit dem Dielentor die Schauseite. Entsprechend sorgfältig wurde der „Grotdörgiebel“ (Großtorgiebel) gestaltet. Der Rahmen und vor allem der Torbalken der Grote Dör wurden mit Inschriften und Verzierungen versehen. Das Giebelfeld darüber ist bei einfachen Häusern mit senkrechten Latten verschlossen, bei besseren reicht das Fachwerk fast bis unter den First (Steilgiebel). Besonders im Alten Land bevorzugte man Geschossgiebel, bei denen dieses Fachwerk stufenweise vorkragt. Im Schaumburger Land und in der Gegend um Hannover ist bei vielen Häusern in den Giebel noch eine etwa 80° steile Dachschräge eingehängt.
Der rückseitige Stubengiebel mit den Wohnstuben erfuhr nur in Ausnahmefällen eine besondere Gestaltung. Beispielsweise wurde er in den Vierlanden zur Schauseite.

## Aufteilung

Generalisierter Grundriss eines (Zweiständer)-Hallenhauses
a) Einfahrtstor
b) Seitentor
c) Feuerstelle
d) Diele
e) Flett
f) Stall
g) Stube
h) Futter
i) Gesinde
k) tragender Holzständer

Im 18. Jahrhundert erreichte das Hallenhaus Ausmaße von bis zu 50 m Länge und 15 m Breite. Das Haus vereinigte in sich alle Funktionen des bäuerlichen Lebens. Auf diese Weise war für den Bauern sein gesamtes Eigentum, seine Familie und das Gesinde überschaubar.

### Diele
Wichtigster und größter Raum des Hallenhauses ist die Diele. Üblicherweise wird sie durch das große, auch halbrunde Tor (niederdeutsch: „Grote Dör“, „Groot Dör“, „Grotendör“; Westfälisch: „Niendöör“) an der Giebelseite betreten. Das Tor diente auch als Einfahrt für Erntewagen. Danach steht man in der geräumigen Diele (niederdeutsch: Deele, Del) oder Halle, daher auch die Bezeichnung „Hallenhaus“. Die Diele ergibt sich aus dem Raum zwischen den beiden tragenden Holzständerreihen. Mit einem gestampften Lehmboden war sie der Wirtschafts- und Arbeitsraum des Hauses. Hier wurde die Ernte eingebracht und auf dem darüber liegenden Dachboden eingelagert. In ihr konnten wettergeschützt Tätigkeiten, wie das Trocknen von Vorräten, Brechen von Flachs, Spinnen oder Dreschen von Getreide ausgeübt werden. Auch wurden in der Diele Feiern abgehalten und die verstorbenen Familienangehörigen aufgebahrt. Zu beiden Seiten lagen die halboffenen Stallungen (Kübbungen) für das Vieh, wie Pferde und Kühe, sowie Kammern für Mägde und Knechte. Im Bereich des Einfahrtstores hatte das Federvieh seinen Platz am Rande der Diele. Schweine waren schon von Anfang an wegen des Geruchs in einen separaten Schweinestall außerhalb des Hauses verbannt. Erst seit Wohn- und Dielenbereich voneinander getrennt waren, konnte man dort auch Schweine antreffen. Die Diele ging ohne Trennung in den offenen Wohn- und Küchenbereich über, das „Flett“.

### Küche (Flett)

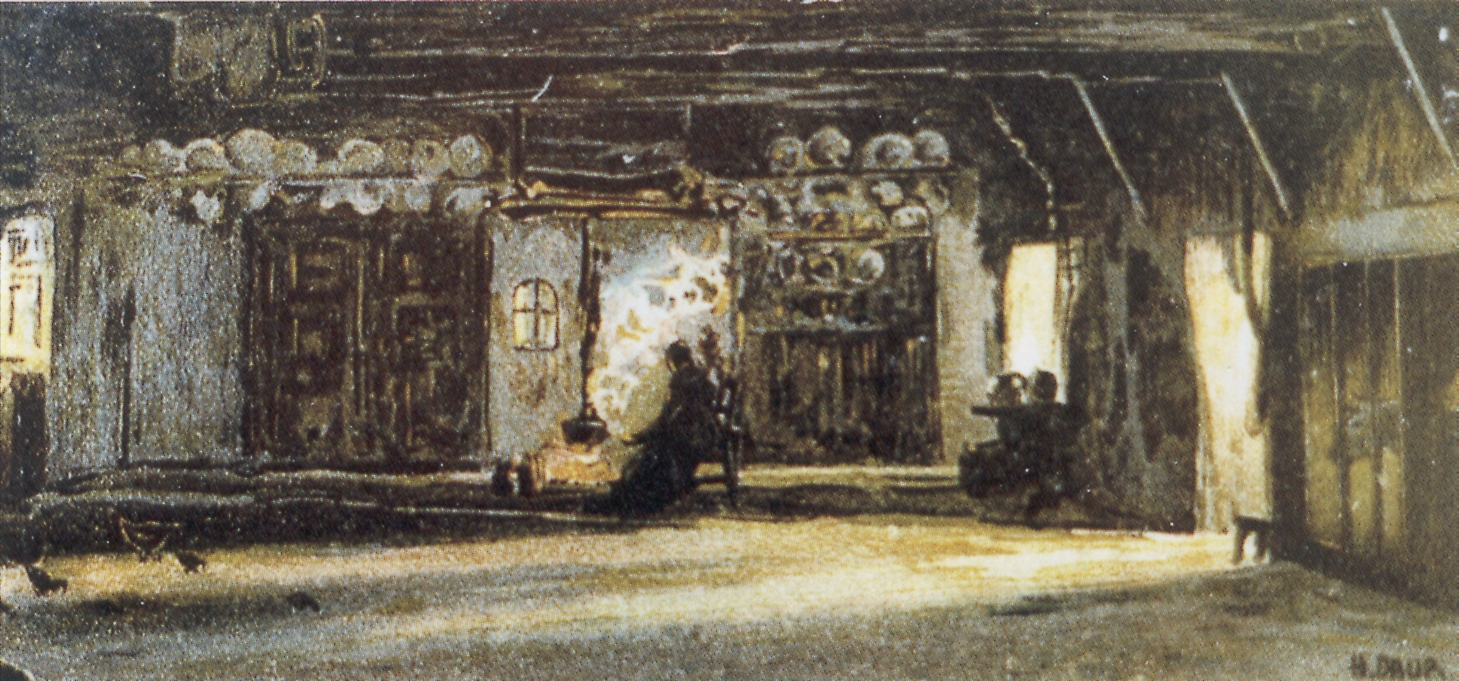
Gemälde von Hermann Daur (1902): Frelsdorf – Inneres eines niedersächsischen Bauernhauses

Ursprünglich lag im hinteren Hausbereich, am Ende der Diele, das Flett (von mittelniederdeutsch: vlet, vlete = Boden), eine offene Wohnküche, die die gesamte Hausbreite einnahm. Die etwa 1,5 m² große, offene Feuerstelle befand sich mitten im Flett und war mit Feldsteinen eingefasst. Sie war kein Herd wie in anderen Gegenden. Viele Arten des Garens waren unter dieser Bedingung nicht möglich. Die Töpfe mussten hoch genug sein, Kochkessel wurden mit Kesselhaken am über dem Feuer hängenden Rahmen aufgehängt, einer oft mit Pferdeköpfen verzierten Holzkonstruktion. Grapen – mit Standbeinen versehene Kochtöpfe, meist aus Eisen – konnten direkt in die Glut gestellt werden. Nachts wurde ein Eisengitter über das Herdfeuer gestülpt, um zu verhindern, dass Tiere (vor allem Katzen) sich am Feuer „ansteckten“ und dann brennend und in Panik das sich oben auf dem „Balken“ befindliche Heu und Stroh anzündeten. Wohlhabende hatten statt des hölzernen Rahmens einen gemauerten Schwibbogen. Der Rauch entwich durch eine Dachöffnung am Giebel, das Ulenlock (plattdeutsch, hochdeutsch Eulenloch). Wegen der anfänglich offenen Feuerstelle im Inneren galt so ein Rauchhaus bei den frühen Feuerversicherungen als besonders brandgefährdet. Das Feuer heizte in geringem Maße auch Stall und Wohnräume des Hallenhauses. Auf diese Weise wurde die auf dem Dachboden gelagerte Ernte getrocknet und durch den Rauch vor Ungeziefer geschützt. Wenn sich die Bauernfamilie samt Gesinde zu den Mahlzeiten versammelte, waren die besten Plätze die zwischen Feuer und Kammern. Durch die fehlende Abgrenzung zu Deele und Dachboden lag die Temperatur im Flett im Winter nicht über 12 °C.

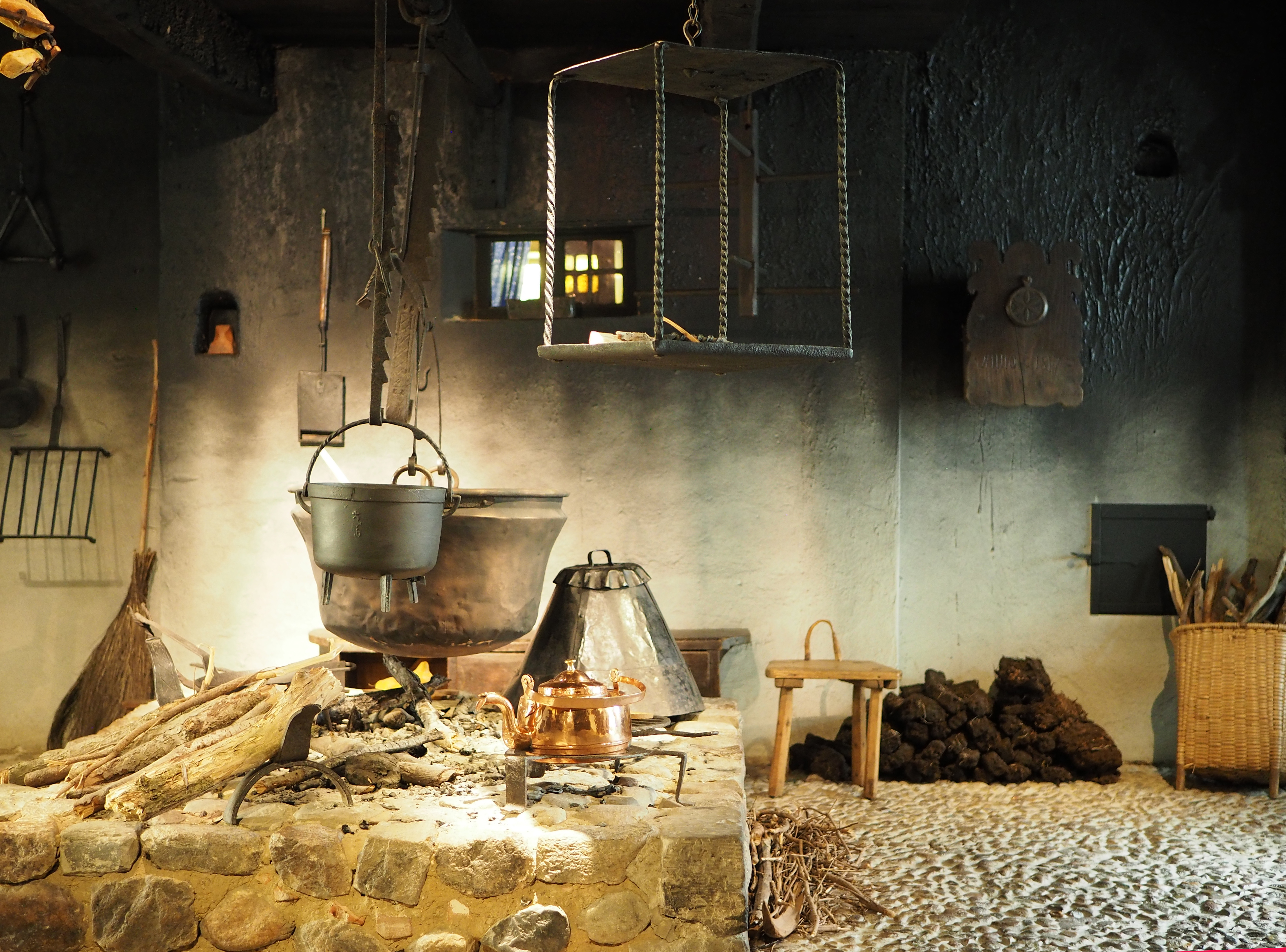
Offene Feuerstelle – Bomann-Museum, Celle

Eine spätere Entwicklung war der Rauchabzug durch einen Kamin. Noch später hatte man einen richtigen Herd mit gemauertem Schornstein. So wurde das Kochen erleichtert und das Haus rauchfrei. Dagegen war der Herd kaum noch Lichtquelle, und die Wärmeausbeute für die Hausheizung verschlechterte sich. Eine der größeren Kammern wurde dann zur Stube ausgebaut, deren separater Ofen von der Deele aus beheizt wurde. Als sich im 19. Jahrhundert die Raumaufteilung des Hauses grundlegend änderte, entstand im hinteren Wohnbereich des Hauses eine separate Küche. Funktionell war so aus dem überwiegend längs gegliederten ein quergeteiltes Haus geworden.

### Wohnen

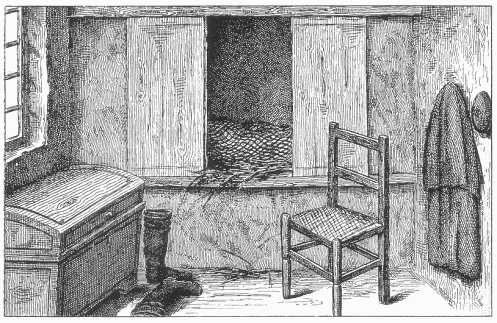
Kammer mit Alkoven-Schrankbett

Ursprünglich gab es nur offene Wohnstätten im hinteren Bereich des Hauses zu beiden Seiten der Feuerstelle. Dort befanden sich Tische, Stühle und Schrankbetten (Alkoven), wobei der Kontakt zum Vieh unmittelbar war. Erst als nach dem Dreißigjährigen Krieg das Bedürfnis nach Wohnkomfort zunahm, wurden im hinteren Hausbereich im Flett Erweiterungen angebaut. Der Name „Kammerfach“ steht  für den Wohnbereich des Hauses, der zwei Gefache,  also bis zu sechs Meter, breit war. Eine spätere bauliche Änderung war die Einfügung eines Kellers unter dem „Kammerfach“, der aber nicht tief war. Dadurch erhöhte sich dieser Hausbereich gegenüber der Hausdiele podestartig und bildete bei den größeren Vierständerhäusern im Inneren teilweise eine Galerie.

## Verzierungen
Der augenfälligste Schmuck des ansonsten nüchternen Hallenhauses befindet sich an den Giebelspitzen und besteht aus geschnitzten Holzbrettern, die (stilisierte) Pferdeköpfe darstellen. Die Bretter haben aber auch konstruktive Eigenschaften, da sie die Dachkante gegen Wind schützen. Die Verwendung von Pferdeköpfen wird so gedeutet, dass sie auf das Sachsenross als Stammeszeichen der Sachsen zurückzuführen sind. Ihre Verbreitung als Firstspitzen spiegelt sich auch im Wappen einiger norddeutscher Gemeinden wider. In einigen Gegenden, z. B. im hannoverschen Wendland, trägt die Giebelspitze stattdessen oft einen kunstvoll gedrechselten Pfahl, den Wendenknüppel.

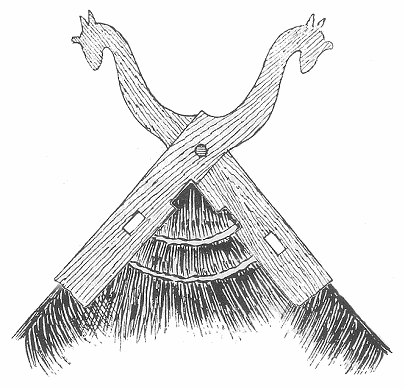
Gezeichneter Giebelschmuck (1901)
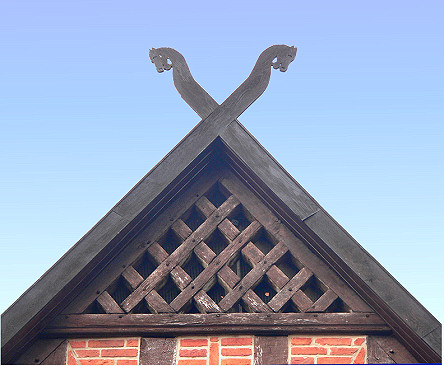
Giebelschmuck (2006)
Pferdeköpfe im Wappen von Buchholz in der Nordheide
Wappen von Spornitz in Mecklenburg-Vorpommern
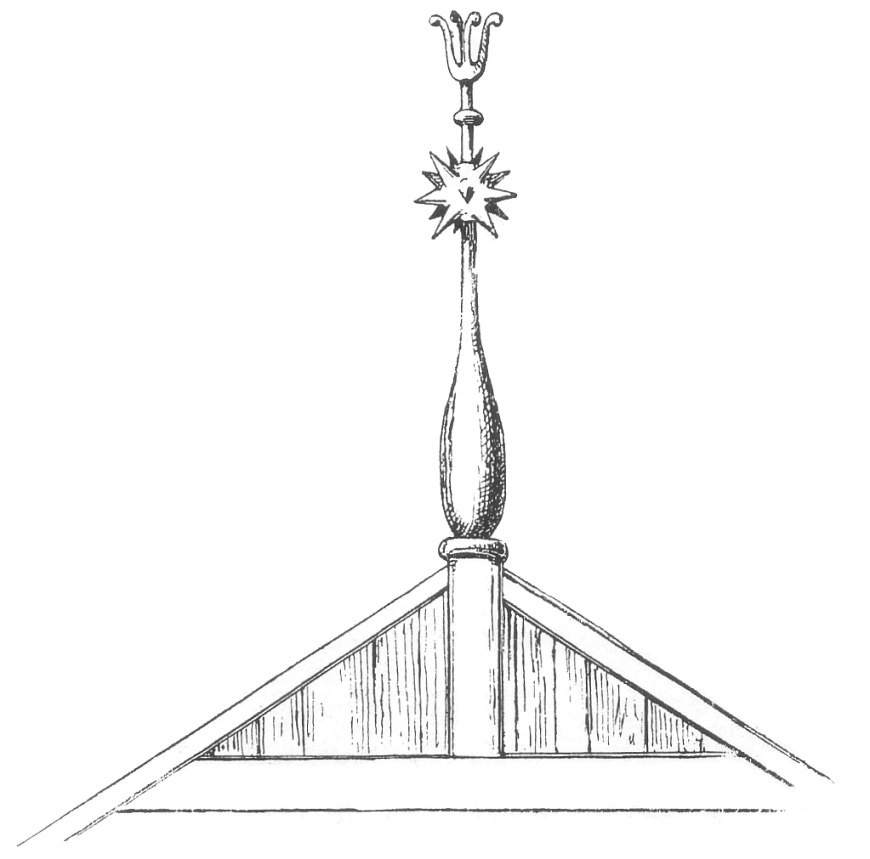
Mit Morgenstern und Lilie verzierter Wendenknüppel in Teschendorf (1901)

Weitere Verzierungen oder Haussprüche finden sich regelmäßig als Hausinschriften über dem Eingangstor. Der Hauptbalken gibt dabei den Namen der Erbauer, das Baujahr sowie oft einen Bauspruch oder eine Spruchinschrift wieder. Gelegentlich sind im Fachwerk des vorderen Giebels (bescheidene) Verzierungen zu finden. Sie werden durch ein Ziegelsteinmuster in den Gefachen gebildet und stellen beispielsweise Windmühlen oder Bäume als geometrische Figuren dar.
Im Ravensberger Land wurden Verzierungen mit Engeln links und rechts am Torbogen zu Beginn des 19. Jahrhunderts populär, sie werden deswegen auch Engelshöfe genannt.

## Verdrängung durch andere Bauwerke
Ende des 19. Jahrhunderts galt der Haustyp als nicht mehr zeitgemäß. Was einst als sein großer Vorteil galt, nämlich alles unter einem Dach zu haben, trug nun zu seinem Niedergang bei. Gestiegene Wohnansprüche führten dazu, dass die Gerüche und Ausdünstungen der Tiere sowie des Mistes zunehmend als unhygienisch betrachtet wurden. Darüber hinaus waren den Bewohnern die Wohnräume zu eng geworden. Auch erforderten höhere Ernteerträge und Landmaschinen in der Gründerzeit den Bau von moderneren Gebäuden. Die alten Stallbuchten sind für heutige Kühe zu klein. Seit Mitte des 19. Jahrhunderts wurden immer weniger Gebäude dieses Typs errichtet, die vorhandenen wurden teilweise durch Umbau den neuen Bedürfnissen angepasst. Oft wurden die alten Gebäude jedoch abgerissen, um Neubauten Platz zu machen. Im ursprünglichen Verbreitungsgebiet des Hallenhauses setzte sich somit vermehrt der Typ des Ernhauses durch, dessen Charakteristikum die Trennung von Wohn- und Stallgebäuden ist. Siehe auch: Rübenburg.

## Frühe Dokumentation
Heimatforscher beschrieben schon Anfang des 20. Jahrhunderts den Niedergang des Haustyps so:
Die Gegenwart räumt grausam und unerbittlich mit diesen Resten alter Kultur auf. (Werner Lindner, 1912)
Angesichts des drohenden (kulturhistorischen) Verlustes führten sie eine Bestandsaufnahme durch, die in umfangreich bebilderten Büchern (s. u. „Literatur“) dokumentiert ist. Der Autor und Bauernhausforscher Willi Pessler legte um 1900 zur Erkundung der geographischen Verbreitung des Hallenhauses (von ihm als altsächsisches Bauernhaus bezeichnet) mehrere tausend Kilometer zu Fuß, per Bahn und auf dem Fahrrad zurück. Diese frühen Studien sind aber mit Vorsicht zu genießen, denn die Verfasser meinten, in der Bauweise einen Ausdruck „deutscher Stammeskunde“ zu erkennen. Dabei vermischten sie heute nicht mehr haltbare volkskundliche, linguistische und biologische Thesen miteinander. In ihren Werken klingt stellenweise eine Vorwegnahme der Blut-und-Boden-Ideologie der Nationalsozialisten an:
Die Sachsen sind vor den anderen deutschen Volksstämmen durch reineren germanischen Menschentypus,
… urwüchsigeren Baustil gekennzeichnet. (Willi Pessler, 1906)

## Heutige Situation
Das Hallenhaus ist heute noch zahlreich im ländlichen Raum vertreten. Die bestehenden Gebäude erfuhren aber meist im Laufe der Jahrhunderte durch Umbauten Veränderungen. In der ursprünglichen Form erhaltene Häuser sind vor allem in Freilichtmuseen zu finden, wie dem westfälischen Freilichtmuseum Detmold und dem Museumsdorf Cloppenburg. Für Schleswig-Holstein ist das Schleswig-Holsteinische Freilichtmuseum in Kiel-Molfsee mit seiner großen Sammlung von Hallenhäusern und seinen Nachbarn das wichtigste. Mehrere dieser Bauten beherbergen auch das Freilichtmuseum am Kiekeberg und das Museumsdorf Volksdorf in Hamburg; Beispiele aus dem östlichen Bereich des Hallenhausgebiets finden sich im Freilichtmuseum Schwerin-Mueß und im Freilichtmuseum Klockenhagen im Landkreis Vorpommern-Rügen.
Ende des 20. Jahrhunderts erlangten alte Fachwerkhäuser und damit auch das Hallenhaus eine erneute Wertschätzung. Im Zuge einer Rückbesinnung auf die Vergangenheit wurden viele Gebäude restauriert und zu Wohnzwecken wieder hergerichtet. In verschiedenen Städten und Gemeinden, z. B. Wolfsburg-Kästorf, Isernhagen und Dinklage, entstanden ab den 1990er Jahren neue Fachwerkhaus-Siedlungen, deren Architektur sich an die historischen Hallenhäuser anlehnt.

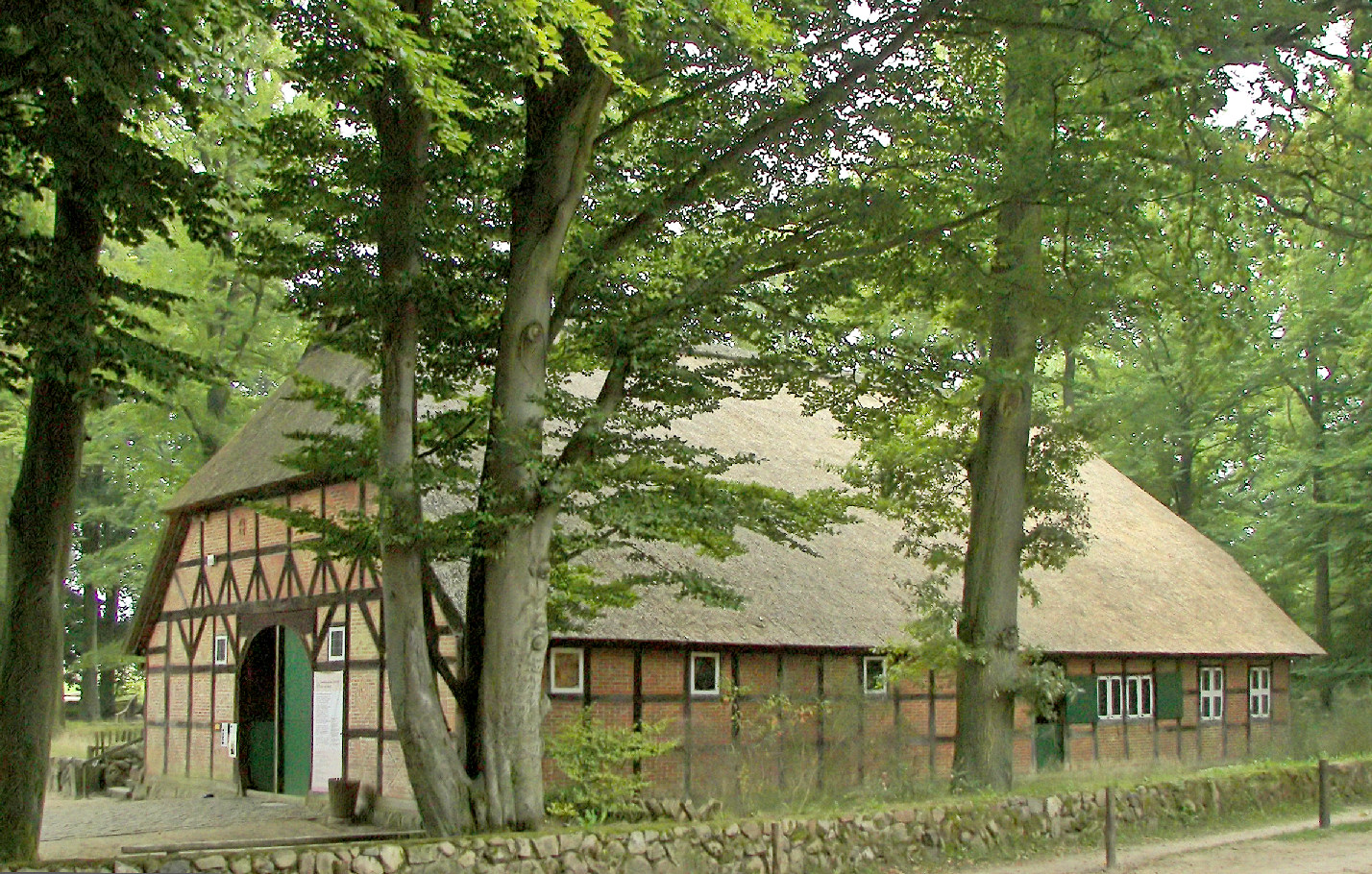
„Dat ole Huus“ in Wilsede von etwa 1540
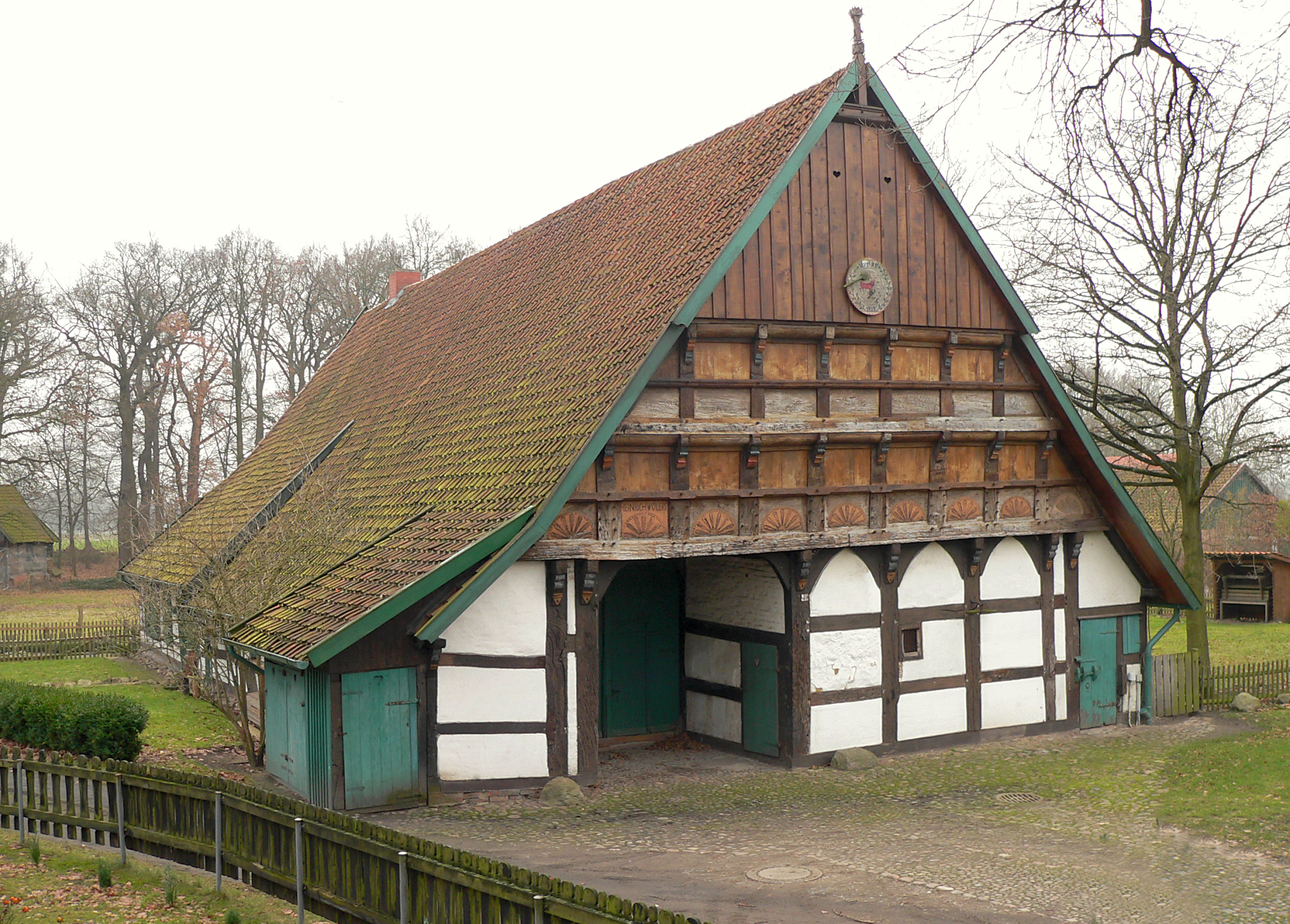
Hallenhaus in Isernhagen, heute „Nordhannoversches Bauernhausmuseum“
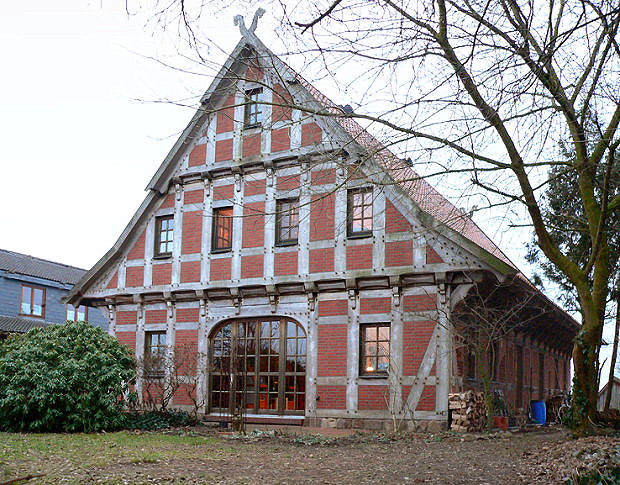
Modernes Wohnhaus als Hallenhaus-Nachbau
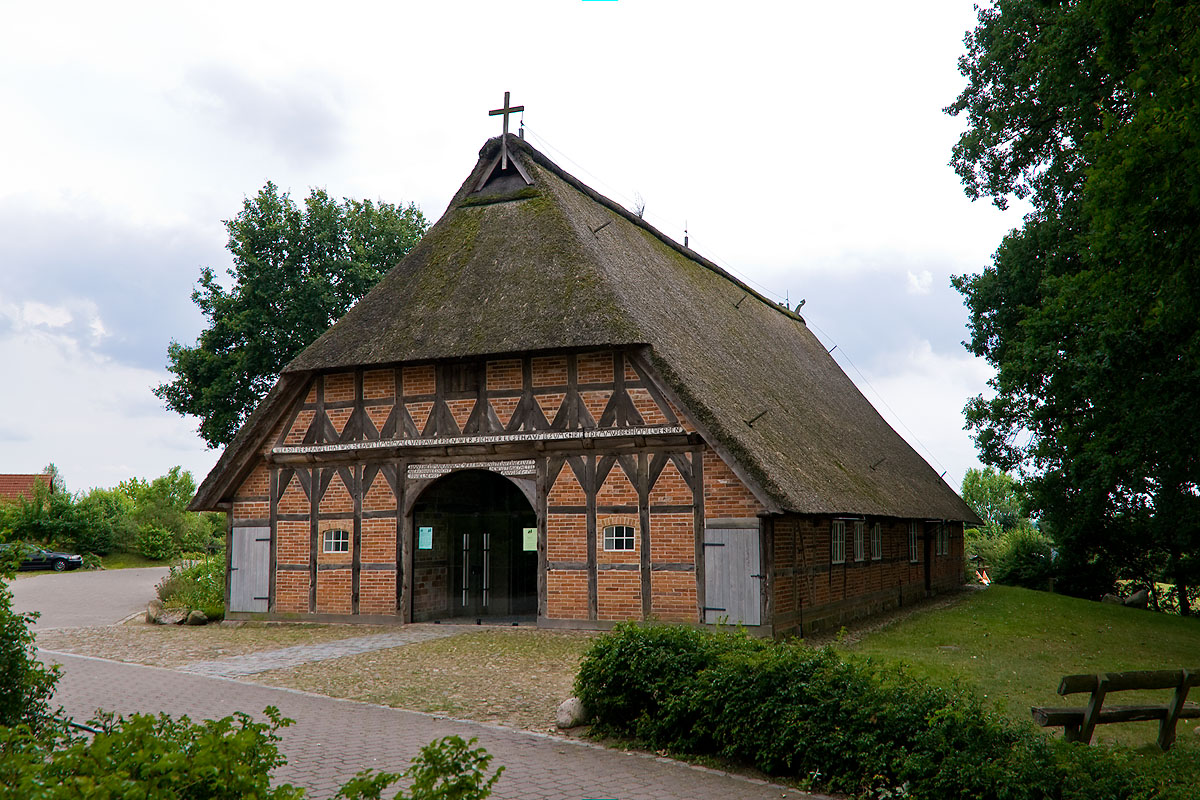
Hallenhaus als Kirche in Deutsch Evern (Martinuskirche)
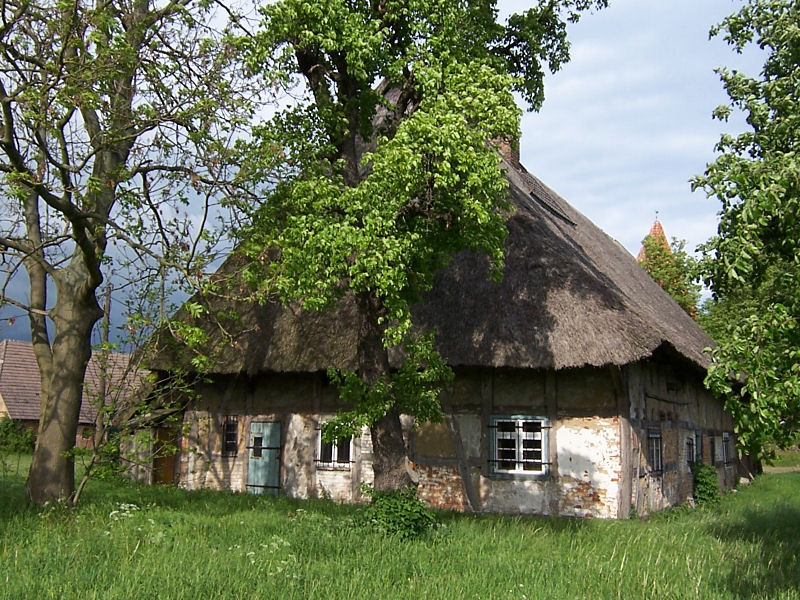
Unsaniertes Bauern- haus in Wiendorf
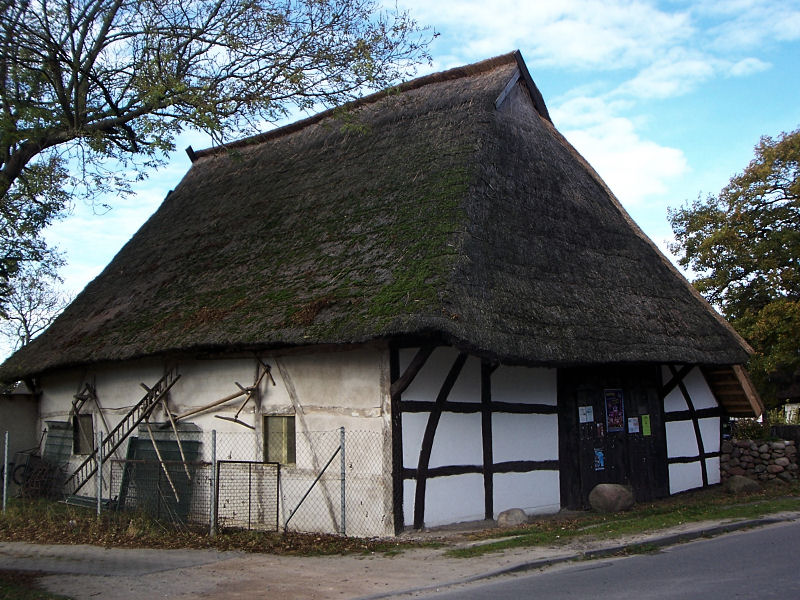
Scheune in Börgerende-Rethwisch
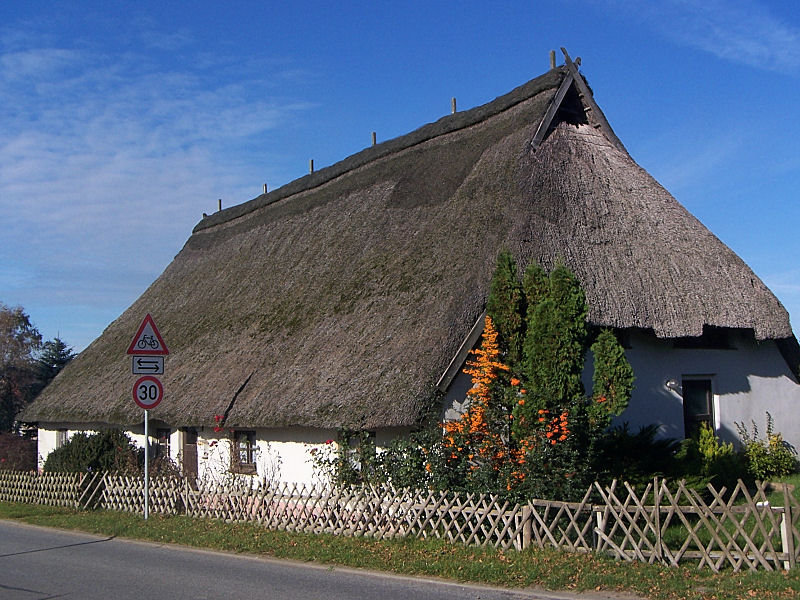
Bauernhaus in Pepelow, Am Salzhaff